# Ilja Witaljewitsch Berkowski
Ilja Witaljewitsch Berkowski (russisch Илья Витальевич Берковский; * 15. März 2000 in Tawritscheskoje) ist ein russischer Fußballspieler.

## Karriere
Berkowski begann seine Karriere bei Irtysch Omsk. Im Mai 2017 debütierte er für die erste Mannschaft von Irtysch in der drittklassigen Perwenstwo PFL. Dies blieb sein einziger Einsatz in der Saison 2016/17. In der Saison 2017/18 kam er zu neun Drittligaeinsätzen. In der Saison 2018/19 machte er 17 Spiele für Omsk. In der Spielzeit 2019/20 kam er bis zum Saisonabbruch neunmal zum Einsatz. Da sich Irtysch zum Zeitpunkt des Abbruchs auf dem ersten Tabellenrang befanden hatte, stieg er mit dem Verein zu Saisonende auch in die Perwenstwo FNL auf.
Nach dem Aufstieg wechselte Berkowski zur Saison 2020/21 innerhalb der zweiten Liga zu Torpedo Moskau. Im August 2020 debütierte er gegen Schinnik Jaroslawl in der zweithöchsten Spielklasse. Bis zur Winterpause absolvierte er 21 Zweitligapartien für Torpedo, in denen er sechs Tore erzielte. Im Januar 2021 wechselte er innerhalb Moskaus zum Erstligisten Lokomotive Moskau. Lok verlieh ihn allerdings im Februar 2021 an den Zweitligisten FK Nischni Nowgorod. In Nischni Nowgorod spielte er aber bis Saisonende nur zweimal in der FNL, mit dem Klub stieg er zu Saisonende in die Premjer-Liga auf. Im August debütierte er dann gegen Spartak Moskau im Oberhaus. In der Saison 2021/22 absolvierte er 20 Partien. In der Saison 2022/23 kam er aber nur sechsmal zum Zug.
Nach zweieinhalb Jahren in Nischni Nowgorod wurde Berkowski im Juli 2023 an den Zweitligisten FK Chimki weiterverliehen. Für Chimki kam er zu 23 Zweitligaeinsätzen, mit dem Team stieg er in die Premjer-Liga auf. Im Anschluss wurde Berkowski fest verpflichtet.